# Meijin 1989
Il Meijin 1989 è stata la 14ª edizione del torneo goistico giapponese Meijin.

## Qualificazioni
|  | Quarti di finale | Quarti di finale | Quarti di finale |                |                | Semifinali     | Semifinali | Semifinali |  |  | Finale | Finale | Finale |  |
|  |                  |                  |                  |                |                |                |            |            |  |  |        |        |        |  |
|  | Satoru Kobayashi | Satoru Kobayashi | 0                |                |                |                |            |            |  |  |        |        |        |  |
|  | Satoru Kobayashi | Satoru Kobayashi | 0                |                |                |                |            |            |  |  |        |        |        |  |
|  | Shuzo Ohira      | Shuzo Ohira      | 1                |                |                |                |            |            |  |  |        |        |        |  |
|  | Shuzo Ohira      | Shuzo Ohira      | 1                |                | Shuzo Ohira    | Shuzo Ohira    | 1          |            |  |  |        |        |        |  |
|  |                  |                  |                  |                | Shuzo Ohira    | Shuzo Ohira    | 1          |            |  |  |        |        |        |  |
|  |                  |                  | Yasumasa Hane    | Yasumasa Hane  | 0              |                |            |            |  |  |        |        |        |  |
|  | Makoto Ida       | Makoto Ida       | Yasumasa Hane    | Yasumasa Hane  | 0              | 0              |            |            |  |  |        |        |        |  |
|  | Makoto Ida       | Makoto Ida       |                  |                |                |                |            |            |  |  |        |        |        |  |
|  | Yasumasa Hane    | Yasumasa Hane    | 1                |                |                |                |            |            |  |  |        |        |        |  |
|  | Yasumasa Hane    | Yasumasa Hane    | 1                |                | Shuzo Ohira    | Shuzo Ohira    | 0          |            |  |  |        |        |        |  |
|  |                  |                  |                  |                |                |                |            |            |  |  |        |        |        |  |
|  |                  |                  | Kunio Kamimura   | Kunio Kamimura | 1              |                |            |            |  |  |        |        |        |  |
|  | Kunio Kamimura   | Kunio Kamimura   | Kunio Kamimura   | Kunio Kamimura | 1              | 1              |            |            |  |  |        |        |        |  |
|  | Kunio Kamimura   | Kunio Kamimura   |                  |                |                |                |            |            |  |  |        |        |        |  |
|  | Hideki Komatsu   | Hideki Komatsu   | 0                |                |                |                |            |            |  |  |        |        |        |  |
|  | Hideki Komatsu   | Hideki Komatsu   | 0                |                | Kunio Kamimura | Kunio Kamimura | 1          |            |  |  |        |        |        |  |
|  |                  |                  |                  |                | Kunio Kamimura | Kunio Kamimura | 1          |            |  |  |        |        |        |  |
|  |                  |                  | Kunio Ishii      | Kunio Ishii    | 0              |                |            |            |  |  |        |        |        |  |
|  | Naoki Moriyama   | Naoki Moriyama   | Kunio Ishii      | Kunio Ishii    | 0              | 0              |            |            |  |  |        |        |        |  |
|  | Naoki Moriyama   | Naoki Moriyama   |                  |                |                |                |            |            |  |  |        |        |        |  |
|  | Kunio Ishii      | Kunio Ishii      | 1                |                |                |                |            |            |  |  |        |        |        |  |

|  | Quarti di finale  | Quarti di finale  | Quarti di finale  |                   |                   | Semifinali        | Semifinali | Semifinali |  |  | Finale | Finale | Finale |  |
|  |                   |                   |                   |                   |                   |                   |            |            |  |  |        |        |        |  |
|  | Masaki Ogata      | Masaki Ogata      | 1                 |                   |                   |                   |            |            |  |  |        |        |        |  |
|  | Masaki Ogata      | Masaki Ogata      | 1                 |                   |                   |                   |            |            |  |  |        |        |        |  |
|  | Satsuo Ushinohama | Satsuo Ushinohama | 0                 |                   |                   |                   |            |            |  |  |        |        |        |  |
|  | Satsuo Ushinohama | Satsuo Ushinohama | 0                 |                   | Masaki Ogata      | Masaki Ogata      | 0          |            |  |  |        |        |        |  |
|  |                   |                   |                   |                   | Masaki Ogata      | Masaki Ogata      | 0          |            |  |  |        |        |        |  |
|  |                   |                   | Hiroshi Yamashiro | Hiroshi Yamashiro | 1                 |                   |            |            |  |  |        |        |        |  |
|  | Hiroshi Yamashiro | Hiroshi Yamashiro | Hiroshi Yamashiro | Hiroshi Yamashiro | 1                 | 1                 |            |            |  |  |        |        |        |  |
|  | Hiroshi Yamashiro | Hiroshi Yamashiro |                   |                   |                   |                   |            |            |  |  |        |        |        |  |
|  | Norio Kudo        | Norio Kudo        | 0                 |                   |                   |                   |            |            |  |  |        |        |        |  |
|  | Norio Kudo        | Norio Kudo        | 0                 |                   | Hiroshi Yamashiro | Hiroshi Yamashiro | 0          |            |  |  |        |        |        |  |
|  |                   |                   |                   |                   |                   |                   |            |            |  |  |        |        |        |  |
|  |                   |                   | Kunihisa Honda    | Kunihisa Honda    | 1                 |                   |            |            |  |  |        |        |        |  |
|  | Kunihisa Honda    | Kunihisa Honda    | Kunihisa Honda    | Kunihisa Honda    | 1                 | 1                 |            |            |  |  |        |        |        |  |
|  | Kunihisa Honda    | Kunihisa Honda    |                   |                   |                   |                   |            |            |  |  |        |        |        |  |
|  | Akira Ishida      | Akira Ishida      | 0                 |                   |                   |                   |            |            |  |  |        |        |        |  |
|  | Akira Ishida      | Akira Ishida      | 0                 |                   | Kunihisa Honda    | Kunihisa Honda    | 1          |            |  |  |        |        |        |  |
|  |                   |                   |                   |                   | Kunihisa Honda    | Kunihisa Honda    | 1          |            |  |  |        |        |        |  |
|  |                   |                   | Eio Sakata        | Eio Sakata        | 0                 |                   |            |            |  |  |        |        |        |  |
|  | Hiroaki Tono      | Hiroaki Tono      | Eio Sakata        | Eio Sakata        | 0                 | 0                 |            |            |  |  |        |        |        |  |
|  | Hiroaki Tono      | Hiroaki Tono      |                   |                   |                   |                   |            |            |  |  |        |        |        |  |
|  | Eio Sakata        | Eio Sakata        | 1                 |                   |                   |                   |            |            |  |  |        |        |        |  |

|  | Quarti di finale | Quarti di finale | Quarti di finale |                 |                  | Semifinali       | Semifinali | Semifinali |  |  | Finale | Finale | Finale |  |
|  |                  |                  |                  |                 |                  |                  |            |            |  |  |        |        |        |  |
|  | Shoichi Takagi   | Shoichi Takagi   | 1                |                 |                  |                  |            |            |  |  |        |        |        |  |
|  | Shoichi Takagi   | Shoichi Takagi   | 1                |                 |                  |                  |            |            |  |  |        |        |        |  |
|  | Kunio Hisajima   | Kunio Hisajima   | 0                |                 |                  |                  |            |            |  |  |        |        |        |  |
|  | Kunio Hisajima   | Kunio Hisajima   | 0                |                 | Shoichi Takagi   | Shoichi Takagi   | 0          |            |  |  |        |        |        |  |
|  |                  |                  |                  |                 | Shoichi Takagi   | Shoichi Takagi   | 0          |            |  |  |        |        |        |  |
|  |                  |                  | Satoshi Kataoka  | Satoshi Kataoka | 1                |                  |            |            |  |  |        |        |        |  |
|  | Tadahiko Chino   | Tadahiko Chino   | Satoshi Kataoka  | Satoshi Kataoka | 1                | 0                |            |            |  |  |        |        |        |  |
|  | Tadahiko Chino   | Tadahiko Chino   |                  |                 |                  |                  |            |            |  |  |        |        |        |  |
|  | Satoshi Kataoka  | Satoshi Kataoka  | 1                |                 |                  |                  |            |            |  |  |        |        |        |  |
|  | Satoshi Kataoka  | Satoshi Kataoka  | 1                |                 | Satoshi Kataoka  | Satoshi Kataoka  | 0          |            |  |  |        |        |        |  |
|  |                  |                  |                  |                 |                  |                  |            |            |  |  |        |        |        |  |
|  |                  |                  | Shuzo Awaji      | Shuzo Awaji     | 1                |                  |            |            |  |  |        |        |        |  |
|  | Masaharu Sato    | Masaharu Sato    | Shuzo Awaji      | Shuzo Awaji     | 1                | 0                |            |            |  |  |        |        |        |  |
|  | Masaharu Sato    | Masaharu Sato    |                  |                 |                  |                  |            |            |  |  |        |        |        |  |
|  | Yutaka Shiraishi | Yutaka Shiraishi | 1                |                 |                  |                  |            |            |  |  |        |        |        |  |
|  | Yutaka Shiraishi | Yutaka Shiraishi | 1                |                 | Yutaka Shiraishi | Yutaka Shiraishi | 0          |            |  |  |        |        |        |  |
|  |                  |                  |                  |                 | Yutaka Shiraishi | Yutaka Shiraishi | 0          |            |  |  |        |        |        |  |
|  |                  |                  | Shuzo Awaji      | Shuzo Awaji     | 1                |                  |            |            |  |  |        |        |        |  |
|  | Norimoto Yoda    | Norimoto Yoda    | Shuzo Awaji      | Shuzo Awaji     | 1                | 0                |            |            |  |  |        |        |        |  |
|  | Norimoto Yoda    | Norimoto Yoda    |                  |                 |                  |                  |            |            |  |  |        |        |        |  |
|  | Shuzo Awaji      | Shuzo Awaji      | 1                |                 |                  |                  |            |            |  |  |        |        |        |  |

## Torneo
- W indica vittoria col bianco
- B indica vittoria col nero
- X indica la sconfitta
- +R indica che la partita si è conclusa per abbandono
- +N indica lo scarto dei punti a fine partita
- +F indica la vittoria per forfeit
- +T indica la vittoria per timeout
- +? indica una vittoria con scarto sconosciuto
- V indica una vittoria in cui non si conosce scarto e colore del giocatore

| Giocatore         | M.K.  | R.K.  | C.C.  | H.F.  | M.T.  | Y.I.  | K.H.  | S.A. | K.K.  | Risultato | Note                       |
| ----------------- | ----- | ----- | ----- | ----- | ----- | ----- | ----- | ---- | ----- | --------- | -------------------------- |
| Masao Kato        | –     | X     | W+0,5 | X     | W+R   | B+R   | X     | X    | X     | 3-5       |                            |
| Rin Kaiho         | W+1,5 | –     | X     | W+R   | X     | W+1,5 | B+0,5 | W+R  | B+R   | 6-2       | Qualificato allo spareggio |
| Cho Chikun        | X     | W+5,5 | –     | B+R   | X     | B+4,5 | X     | X    | W+R   | 4-4       |                            |
| Hideyuki Fujisawa | W+1,5 | X     | X     | –     | X     | X     | B+R   | X    | B+R   | 3-5       | Retrocesso                 |
| Masaki Takemiya   | X     | W+R   | B+R   | W+1,5 | –     | X     | X     | B+R  | W+R   | 5-3       |                            |
| Yoshio Ishida     | X     | X     | X     | B+7,5 | W+6,5 | –     | B+R   | X    | X     | 3-5       | Retrocesso                 |
| Kunihisa Honda    | B+R   | X     | B+1,5 | X     | B+8,5 | X     | –     | X    | W+R   | 4-4       |                            |
| Shuzo Awaji       | W+1,5 | X     | W+1,5 | B+R   | X     | B+R   | W+R   | –    | B+6,5 | 6-2       | Qualificato allo spareggio |
| Kunio Kamimura    | B+R   | X     | X     | X     | X     | W+0,5 | X     | X    | –     | 2-6       | Retrocesso                 |

## Finale
La finale è stata una sfida al meglio delle sette partite ma le ultime due non sono state giocate in quanto Koichi Kobayashi aveva già ottenuto le quattro vittorie necessarie ad aggiudicarsi il torneo.